# NGC 518

NGC 518

NGC 518 هي مجرة تتبع كوكبة الحوت. اكتشفها ألبرت مارث في 17 ديسمبر 1864.

## روابط خارجية
- NGC 518 على موقع ويكي سكاي: DSS2, SDSS, GALEX, IRAS, Hydrogen α, X-Ray, Astrophoto, Sky Map, Articles and images